# أنيليمة أنغولية
أنيليمة أنغولية (الاسم العلمي:Aneilema angolense) هي نوع من النباتات تتبع جنس الأنيليمة من الفصيلة الوعلانية.